# Survivor (álbum de Stuck in the Sound)
Survivor es el cuarto álbum de estudio de la banda francesa de indie rock Stuck in the Sound, fue lanzado el 11 de marzo de 2016.

## Lista de canciones
Todas las canciones fueron escritas por Stuck in the Sound.

| N.º | Título                 | Duración |  |
| 1.  | «Survivor»             | 3:42     |  |
| 2.  | «Lady Of The Night»    | 4:16     |  |
| 3.  | «Miracle»              | 3:39     |  |
| 4.  | «Dies Irae»            | 4:01     |  |
| 5.  | «Perfect Man»          | 4:24     |  |
| 6.  | «Dance Until Tomorrow» | 4:00     |  |
| 7.  | «Opening»              | 3:47     |  |
| 8.  | «Fire»                 | 3:45     |  |
| 9.  | «Eyes Like Ice»        | 3:17     |  |
| 10. | «Pop Pop Pop»          | 2:57     |  |
| 11. | «Her»                  | 4:52     |  |

## Personal

### Stuck in the Sound
- José Reís Fontão – Voz principal, guitarra eléctrica
- François Ernie – Batería, coros
- Emmanuel Barichasse – Guitarra eléctrica, guitarra acústica, piano, teclados
- Arno Bordas – Bajo